# Josef Helbling
Josef Helbling (Jona, 15 de julho de 1935 – 11 de setembro de 2024) foi um ciclista suíço. Helbling competiu nos Jogos Olímpicos de Verão de 1960 em Roma, onde foi membro da equipe suíça de ciclismo que terminou em oitavo lugar na prova de 1 km contrarrelógio (pista).